# Velayat-e faqih
Le Velayat-e faqih ou Velayet-e faqih (en persan : ولایت فقیه) est un terme de droit musulman signifiant les conservateurs de la jurisprudence ou encore gouvernement du docte, concernant uniquement l'Iran. On peut le décomposer en deux parties pour en faciliter la compréhension : en langue arabe, wilayat signifie la « tutelle », et faqih traduit l’idée de juriste-théologien. L'expression signifie donc la tutelle qu’exercerait sur la communauté un personnage issu du clergé. Par tutelle de juristes-théologiens, on pourrait entendre soit que le juriste assume le gouvernement, soit qu'il contrôle sa gestion avec un droit de veto.

## En Iran
C'est un principe théologique développé par l'ayatollah Rouhollah Khomeini et Mohammad Sadeq al-Sadr, il confère aux religieux la primauté sur le pouvoir politique. Le faqih est le guide suprême. Khomeini propose que la réalité du pouvoir, ou sa gestion réelle, revienne au meilleur des juristes-théologiens, personne la plus compétente pour mener une politique proche de ce que l’Imam chiite lui-même aurait pu faire. Ce principe est une innovation de son concepteur car le chiisme lui-même est soit resté distant du pouvoir, considérant que celui-ci, après la disparition du douzième imam, est un pouvoir illégitime, un mal nécessaire, soit s’est associé au pouvoir, par exemple à l’époque safavide au début du XVIe siècle, pour créer le premier empire chiite de l’histoire moderne. Puis, le clergé chiite s’est transformé progressivement en contre-pouvoir. 
Selon ce principe qui reçoit sa seule application dans la Constitution iranienne de 1979 avec l'instauration d'une république islamique, le Guide de la Révolution (Valiy-e faqih) est le Chef de l'État, premier personnage du régime. Ainsi le premier à porter ce titre est Rouhollah Khomeini et l'actuel Valiy-e faqih iranien est Ali Khamenei.
Désigné par une Assemblée des experts composée de 86 dignitaires religieux, le Guide (Valiy-e faqih) détermine la direction politique générale du pays (et en supervise l'exécution), après consultation du Conseil de discernement de l'intérêt supérieur du régime. Il peut décider de la tenue d'un référendum, obligatoire pour toute révision constitutionnelle, facultatif pour toute législation importante - économique, politique ou culturelle ; il arbitre les conflits entre pouvoirs législatif, exécutif et judiciaire. Le Guide est également le Chef des armées : il nomme ou révoque les commandants des Forces armées (forces armées régulières et les milices paramilitaires, corps des « gardiens de la Révolution » ou Pasdaran). 
Le Guide intervient également, indirectement, sur l'activité du pouvoir législatif qu'il contrôle, notamment par le truchement du Conseil des gardiens de la constitution, dont il désigne la moitié de ses membres. 
Enfin, le Guide domine le pouvoir judiciaire, en nommant son chef pour 5 ans, et en nommant aussi le Procureur général ainsi que le chef de la Cour Suprême (ou Cour de Cassation). 
La politique étrangère reste l'un des domaines d'action privilégiés du Guide de la Révolution qui préside le Conseil suprême de sécurité nationale chargé de définir la politique étrangère et la politique de défense et supervise les forces armées.
Il existe un désaccord parmi les chiites hors d'Iran quant au transfert du rôle de Velayet-e faqih de l'ayatollah Khomeiny à Ali Khamenei après sa mort en 1989. Au Liban par exemple, le cheikh Mohammed Hussein Fadlallah, s'est proclamé en 1995 marja-e taqlid (source d'imitation), ce qui équivaut à une contestation ouverte du principe du Velayat-e faqih au nom d'une tradition pluraliste et non-hiérarchique de l'islam chiite.
Le haut dignitaire chiite iranien l'Ayatollah Montazeri, à l'origine du concept de Velayat-e-faqih, a également pris ses distances avec l'interprétation qui en a été donnée notamment depuis 1989.